# Bukayo Saka
Bukayo Ayoyinka Saka (Londen, 5 september 2001) is een Engels voetballer die doorgaans als vleugelspeler, linksback of middenvelder speelt. Hij stroomde in 2018 door vanuit de jeugd van Arsenal. Saka debuteerde in 2020 in het Engels voetbalelftal, waarmee hij deelnam aan het EK 2020 en WK 2022.

## Clubcarrière
Bukayo Saka, die Nigeriaanse ouders heeft, speelde in de jeugd van Arsenal. Daar maakte hij zijn debuut in de UEFA Europa League op 29 november 2018, in de met 0–3 gewonnen uitwedstrijd tegen Vorskla Poltava. Hij kwam in het veld in de 68e minuut voor Aaron Ramsey. Op 13 december 2018 stond Saka voor het eerst in de basiself, bij zijn thuisdebuut tegen FK Qarabağ in de Europa League (1–0). Op 1 januari 2019 maakte hij zijn debuut in de Premier League, in de met 4-1 gewonnen thuiswedstrijd tegen Fulham. Hij kwam in de 83e minuut in het veld voor Alex Iwobi. Hierdoor werd hij de eerste speler geboren in 21e eeuw die minuten heeft gemaakt in de Premier League. Saka zat in de wedstrijdselectie voor de tegen Chelsea FC verloren Europa League-finale, maar kwam in de finale niet in actie.
Op 19 september 2019 maakte Saka zijn eerste doelpunt in het profvoetbal, bij een 0–3 zege op Eintracht Frankfurt in de Europa League. Drie dagen later startte hij voor het eerst in de Premier League, thuis tegen Aston Villa. Bij de rust werd hij vervangen door Calum Chambers. Later ontwikkelde Saka zich tot de vaste linksachter bij Arsenal na blessures van Sead Kolašinac en Kieran Tierney. Op 1 juli 2020 werd bekend dat Saka zijn contract bij Arsenal verlengde. Op 4 juli 2020 maakte Saka zijn eerste competitietreffer, bij een 0–2 zege op Wolverhampton Wanderers. Op 1 augustus 2020 won Arsenal de finale van de FA Cup van Chelsea FC, maar Saka kwam die dag niet in actie. In het seizoen 2019/20 scoorde hij vier keer en werd hij de eerste tiener met minstens tien assists in één seizoen sinds Cesc Fàbregas in 2007. Bij de verkiezing van de Speler van het Seizoen bij Arsenal eindigde hij op de derde plaats.
Op 29 augustus 2020 speelde Saka 82 minuten mee in de strijd om de Community Shield, die op strafschoppen werd gewonnen van Liverpool FC. Op 6 maart 2021 speelde Saka zijn vijftigste competitiewedstrijd namens Arsenal op een leeftijd van 19 jaar en 182 dagen. Enkel Fàbregas had ooit een jongere leeftijd bij het bereiken van die mijlpaal. Aan het eind van het seizoen 2020/21 werd Saka verkozen tot Speler van het Seizoen bij Arsenal. In de Premier League werd Saka genomineerd voor de PFA Young Player of the Season Award, maar die prijs werd gewonnen door Phil Foden. Op 30 oktober 2021 speelde hij zijn honderdste competitieduel namens Arsenal, bij een 0–2 winst tegen Leicester City. Alleen Fàbregas deed dat op een jongere leeftijd dan Saka. Voor het seizoen 2021/22 werd Saka na twaalf treffers en zeven assists wederom verkozen tot Speler van het Jaar bij Arsenal. Hij werd genomineerd voor de prijzen Premier League Player of the Season, Premier League Young Player of the Season en PFA Young Player of the Year, maar die prijzen werden gewonnen door Kevin De Bruyne en Foden.

### Statistieken
| Seizoen         | Club            | Competitie      | Competitie | Competitie | Beker | Beker | Europa | Europa | Overig | Overig | Totaal | Totaal |
| Seizoen         | Club            | Competitie      | Wed.       | Dlp.       | Wed.  | Dlp.  | Wed.   | Dlp.   | Wed.   | Dlp.   | Wed.   | Dlp.   |
| --------------- | --------------- | --------------- | ---------- | ---------- | ----- | ----- | ------ | ------ | ------ | ------ | ------ | ------ |
| 2018/19         | Arsenal         | Premier League  | 1          | 0          | 1     | 0     | 2      | 0      | —      | —      | 4      | 0      |
| 2019/20         | Arsenal         | Premier League  | 26         | 1          | 6     | 1     | 6      | 2      | —      | —      | 38     | 4      |
| 2020/21         | Arsenal         | Premier League  | 32         | 5          | 4     | 0     | 9      | 2      | 1      | 0      | 46     | 7      |
| 2021/22         | Arsenal         | Premier League  | 38         | 11         | 5     | 1     | —      | —      | —      | —      | 43     | 12     |
| 2022/23         | Arsenal         | Premier League  | 38         | 14         | 2     | 0     | 8      | 1      | —      | —      | 48     | 15     |
| 2023/24         | Arsenal         | Premier League  | 26         | 13         | 2     | 0     | 6      | 3      | 1      | 0      | 35     | 16     |
| Club totaal     | Club totaal     | Club totaal     | 161        | 44         | 20    | 2     | 31     | 8      | 2      | 0      | 214    | 54     |
| Carrière totaal | Carrière totaal | Carrière totaal | 161        | 44         | 20    | 2     | 31     | 8      | 2      | 0      | 214    | 54     |

Bijgewerkt t/m 6 november 2023.

## Interlandcarrière
Saka vertegenwoordigde Engeland in meerdere jeugdelftallen. In 2018 nam hij deel aan het EK onder 17. Engeland werd als gastland in de halve finales op strafschoppen uitgeschakeld door Nederland, ondanks de benutte penalty van Saka. 
Saka debuteerde in oktober 2020 voor het Engels elftal, bij een 3–0 oefenzege op Wales. Op 2 juni 2021 scoorde Saka zijn eerste doelpunt voor Engeland, in de 1–0 oefenzege van Engeland op Oostenrijk. Hij behoorde tot de selectie voor het naar 2021 uitgestelde EK 2020. Tijdens dit EK kreeg hij in vier wedstrijden speeltijd. In de groepswedstrijd tegen Tsjechië (1–0 winst) werd hij benoemd tot man van de wedstrijd. In de finale van het toernooi tegen Italië kwam Saka in de zeventigste minuut binnen de lijnen als de vervanger van Kieran Trippier en verloor Engeland in een strafschoppenserie. Saka had nog nooit eerder een penalty genomen in het profvoetbal en miste de beslissende strafschop. Na afloop van de wedstrijd ontving Saka op het internet meerdere racistische haatberichten, welke uitgebreid onderzocht werden door de politie in Engeland. Voor het seizoen 2021/22 werd Saka verkozen tot Speler van het Jaar van de nationale ploeg.
In november 2022 werd Saka door Gareth Southgate opgenomen in de Engelse selectie voor het WK 2022 in Qatar. Hij scoorde twee keer bij Engelands openingswedstrijd van het toernooi, tegen Iran (6–2). Hij maakte ook de 3–0 in de achtste finale tegen Senegal. Engeland werd in de kwartfinale met 2–1 uitgeschakeld door Frankrijk. Saka stond enkel in de laatste groepswedstrijd tegen Wales niet in de basiself.
Saka scoorde op 19 juni 2023 drie keer tijdens een met 7–0 gewonnen kwalificatiewedstrijd voor het EK 2024, thuis tegen Noord-Macedonië. Dat was de eerste keer in zijn carrière dat hij drie doelpunten maakte in één wedstrijd. Hij werd op 6 juni 2024 door Southgate opgenomen in de Engelse selectie voor het EK 2024 in Duitsland. Engeland bereikte de finale, die het met 2–1 verloor van Spanje. Saka kwam op het toernooi in iedere wedstrijd in actie. In de kwartfinale tegen Zwitserland (1–1) maakte hij de gelijkmaker en benutte hij zijn strafschop in de penaltyserie, waarna hij door de UEFA werd benoemd tot Speler van de Wedstrijd.
| Interlands van Bukayo Saka voor Engeland | Interlands van Bukayo Saka voor Engeland | Interlands van Bukayo Saka voor Engeland | Interlands van Bukayo Saka voor Engeland | Interlands van Bukayo Saka voor Engeland | Interlands van Bukayo Saka voor Engeland | Interlands van Bukayo Saka voor Engeland |
| №                                        | Datum                                    | Wedstrijd                                | Uitslag                                  | Competitie                               | Goals                                    |                                          |
| Als speler bij Arsenal FC                | Als speler bij Arsenal FC                | Als speler bij Arsenal FC                | Als speler bij Arsenal FC                | Als speler bij Arsenal FC                | Als speler bij Arsenal FC                | Als speler bij Arsenal FC                |
| ---------------------------------------- | ---------------------------------------- | ---------------------------------------- | ---------------------------------------- | ---------------------------------------- | ---------------------------------------- | ---------------------------------------- |
| 01.                                      | 8 oktober 2020                           | Engeland – Wales                         | 3 – 0                                    | Vriendschappelijke wedstrijd             |                                          |                                          |
| 02.                                      | 12 november 2020                         | Engeland – Ierland                       | 3 – 0                                    | Vriendschappelijke wedstrijd             |                                          |                                          |
| 03.                                      | 15 november 2020                         | België – Engeland                        | 2 – 0                                    | Nations League 2020/21                   |                                          |                                          |
| 04.                                      | 18 november 2020                         | Engeland – IJsland                       | 4 – 0                                    | Nations League 2020/21                   |                                          |                                          |
| 05.                                      | 2 juni 2021                              | Engeland – Oostenrijk                    | 1 – 0                                    | Vriendschappelijke wedstrijd             | 57'                                      |                                          |
| 06.                                      | 22 juni 2021                             | Tsjechië – Engeland                      | 0 – 1                                    | EK 2020                                  |                                          |                                          |
| 07.                                      | 29 juni 2021                             | Engeland – Duitsland                     | 2 – 0                                    | EK 2020                                  |                                          |                                          |
| 08.                                      | 7 juli 2021                              | Engeland – Denemarken                    | 2 – 1 n.v.                               | EK 2020                                  |                                          |                                          |
| 09.                                      | 11 juli 2021                             | Italië – Engeland                        | 1 – 1 n.v. (3–2 n.s.)                    | EK 2020                                  |                                          |                                          |
| 10.                                      | 2 september 2021                         | Engeland – Hongarije                     | 0 – 4                                    | WK-kwalificatie 2022                     |                                          |                                          |
| 11.                                      | 5 september 2021                         | Engeland – Andorra                       | 4 – 0                                    | WK-kwalificatie 2022                     | 85'                                      |                                          |
| 12.                                      | 9 oktober 2021                           | Andorra – Engeland                       | 0 – 5                                    | WK-kwalificatie 2022                     | 40'                                      |                                          |
| 13.                                      | 12 oktober 2021                          | Engeland – Hongarije                     | 1 – 1                                    | WK-kwalificatie 2022                     |                                          |                                          |
| 14.                                      | 15 november 2021                         | San Marino – Engeland                    | 0 – 10                                   | WK-kwalificatie 2022                     | 79'                                      |                                          |
| 15.                                      | 4 juni 2022                              | Hongarije – Engeland                     | 1 – 0                                    | Nations League 2022/23                   |                                          |                                          |
| 16.                                      | 7 juni 2022                              | Duitsland – Engeland                     | 1 – 1                                    | Nations League 2022/23                   |                                          |                                          |
| 17.                                      | 11 juni 2022                             | Engeland – Italië                        | 0 – 0                                    | Nations League 2022/23                   |                                          |                                          |
| 18.                                      | 14 juni 2022                             | Engeland – Hongarije                     | 0 – 4                                    | Nations League 2022/23                   |                                          |                                          |
| 19.                                      | 23 september 2022                        | Italië – Engeland                        | 1 – 0                                    | Nations League 2022/23                   |                                          |                                          |
| 20.                                      | 26 september 2022                        | Engeland – Duitsland                     | 3 – 3                                    | Nations League 2022/23                   |                                          |                                          |
| 21.                                      | 21 november 2022                         | Engeland – Iran                          | 6 – 2                                    | WK 2022                                  | 43', 62'                                 |                                          |
| 22.                                      | 25 november 2022                         | Engeland – Verenigde Staten              | 0 – 0                                    | WK 2022                                  |                                          |                                          |
| 23.                                      | 4 december 2022                          | Engeland – Senegal                       | 3 – 0                                    | WK 2022                                  | 57'                                      |                                          |
| 24.                                      | 10 december 2022                         | Engeland – Frankrijk                     | 1 – 2                                    | WK 2022                                  |                                          |                                          |

## Erelijst
Arsenal FC
- FA Cup: 2020
- FA Community Shield: 2020, 2023

Individueel
- Engels International van het Jaar: 2022
- Arsenal Speler van het Jaar: 2020/21, 2021/22